# Roberto Sérgio Ribeiro Coutinho Teixeira
Roberto Sérgio Ribeiro Coutinho Teixeira (Recife, 12 de outubro de 1961) é um dentista e político brasileiro filiado ao Partido Progressista (PP) desde 1997. Em 2015, passou a ser investigado pelo Supremo Tribunal Federal a pedidos do Procurador-Geral da República, Rodrigo Janot, no esquema do Petrolão.

## Biografia
Roberto Teixeira é formado em Odontologia pela Universidade Federal de Pernambuco (UFPE).
Iniciou a carreira política se elegendo Vereador do Recife onde obteve 4.729 votos nas eleições municipais de 2004 e conquistou a reeleição em 2008 com 4.054 votos pela coligação PP-PTC-PSC. Em 2010 se elegeu pela coligação da Frente Popular de Pernambuco para Deputado Federal com 55.450 votos.
Em 2014, Roberto Teixeira foi candidato novamente a Deputado Federal por Pernambuco pelo PP e não foi eleito, obtendo 16.181 votos.
Assumiu, como Suplente, o mandato de Deputado Federal, na Legislatura 2015-2019, a partir de 17 de maio de 2016. Afastou-se em 31 de maio de 2016.